# La maledicció de la Pantera Rosa
La maledicció de la Pantera Rosa (títol original en anglès Curse of the Pink Panther) és una pel·lícula britànico-estatunidenca dirigida per Blake Edwards, estrenada el 1983 i doblada al català.

## Argument
Reemplaçant l'inspector Clouseau, el detectiu Clifton Sleigh es posa a la recerca de la Pantera Rosa...

## Repartiment
- David Niven: Sir Charles Litton
- Robert Wagner: George Lytton
- Herbert Lom: Inspector en cap Charles LaRousse Dreyfus
- Capucine: Lady Simone Litton
- Joanna Lumley: Comtessa Chandra
- Robert Loggia: Bruno Langois
- Harvey Korman: Professor Auguste Balls
- Burt Kwouk: Cato Fong
- Ted Wass: Sergent Clifton Sleigh
- Roger Moore: Inspector en cap Jacques Clouseau
- Leslie Ash: Juleta Shane
- Graham Stark: Cambrer avorrit
- André Maranne: Sergent Francois Duval
- Peter Arne: General Bufoni

## Al voltant de la pel·lícula
- Aquesta pel·lícula és el vuitè episodi d'una sèrie de nou pel·lícules :

1. 1963: La Pantera Rosa de Blake Edwards
2. 1964: A Shot in the Dark de Blake Edwards
3. 1968: Inspector Clouseau de Bud Yorkin
4. 1975: The Return of the Pink Panther de Blake Edwards
5. 1976: The Pink Panther Strikes Again de Blake Edwards
6. 1978: Revenge of the Pink Panther de Blake Edwards
7. 1982: Trail of the Pink Panther de Blake Edwards
8. 1983: La maledicció de la Pantera Rosa de Blake Edwards
9. 1993: Son of the Pink Panther de Blake Edwards